# جایزه جهانی فانتری برای رمان
جایزه جهانی فانتری برای رمان هر سال توسط دنیای فانتزی کنوانسیون به بهترین داستان فانتزی منتشرشده به‌زبان انگلیسی طی سال گذشته اهدا می‌شود. این جایزه توسط منتقدان کتاب مانند گاردین در جایگاه «جایزهٔ معتبر فانتزی» و یکی از سه معتبرترین جوایز ادبیات گمانه‌زن، در کنار دو جایزهٔ هوگو و نبولا که پوشش هر دو فانتزی و علمی‌تخیلی است، قرار می‌گیرد. ازآنجاکه این جایزهٔ جهانی هرسال برای رمان‌های فانتزی منتشر یا ترجمه‌شده به‌زبان انگلیسی درنظر گرفته می‌شود؛ بنابر تعریف سازمان مربوطه، اثر داستان (فیکشن) هنگامی رمان تعریف می‌شود که در ۴۰۰۰ کلمه یا بیشتر نوشته شده باشد. برای آثاری با طول کوتاه‌تر در رده‌های داستان‌کوتاه و داستان‌بلند نیز جوایزی درنظر می‌گیرند. در ردهٔ رمان، از سال۱۹۷۵ هرساله این جایزه اعطا شده‌است.
نامزدها و برندگان جایزهٔ جهانی فانتزی، از سوی شرکت‌کنندگان و داوران کنوانسیون سالانه جهانی فانتزی انتخاب می‌شوند. در ماه ژوئن برای شرکت‌کنندگان همایش فعلی و دو همایش قبلی، یک رأی می‌فرستند تا دو فینالیست را تعیین کرده و یک پانلی از پنج داور، قبل از رأی‌گیری بر سر انتخاب برندهٔ نهایی، سه یا بیشتر از سه نامزد را می‌افزاید. پانل داوران که به‌طور معمول از نویسندگان فانتزی تشکیل شده و هرسال از طرف مدیریت جوایز جهانی فانتزی انتخاب می‌شود. مدیریت مزبور قدرت شکستن روابط را دارد. نتایج نهایی توسط جهان کنوانسیون جهانی فانتزی و در پایان ماه اکتبر اعلام می‌شود. مجسمه‌ایی نیم‌تنه از H. P. Lovecraft از سوی جوایز ۲۰۱۵ به برندگان هدیه می‌دهند. مراسم آتی نیز تندیسی متفاوت و اعلام‌نشده اهدا می‌کنند.
در طول ۴۲ سال نامزدی، آثاری از ۱۴۷ نویسنده تابه‌حال نامزد دریافت جایزه شده‌اند. ۴۱ تن از آن‌ها از طریق روابط، برنده شدند. پنج نویسنده را دو بار برنده کردند: ژن ولف، از میان هشت نامزد، تیم پاورز، از بین پنج نفر، Patricia McKillip از میان چهار نامزد، Jeffrey فورد از بین سه نفر و Jmes K. Morrow برای هر دو اثر نامزدشدهٔ خود. ولف بی‌ترین دفعات نامزدی برای نویسنده‌ای را که حداقل یک بار برنده شده، داشته‌است. درحالی‌که استفان کینگ با بیشترین نامزدیِ بدونِ برنده‌شدن در مقام نه و به‌دنبال Charles L، گرانت در رتبهٔ شش و Jonathan Carroll در مقام پنجم قرار دارند.

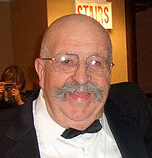
ژن ولف یکی از پنج نویسندهٔ دو بار برنده‌شده

## یادداشت
- The Club Dumas, originally published in Spanish in 1993, was initially nominated for its 1997 English publication, but the nomination was withdrawn when a 1996 English translation came to light. It was replaced on the ballot with Dry Water by Eric Nylund. "The Locus Index to SF Awards: 1998 World Fantasy Awards". Locus. Archived from the original on 20 September2013. Retrieved 2013-09-20. {{cite web}}: Check date values in: |archivedate= (help)